# Кукі Дзюн
Кукі Дзюн (нар. 28 грудня 1945) — колишній японський тенісист.
Найвищу одиночну позицію світового рейтингу — 74 місце досяг 7 листопада 1976 року.
Найвищим досягненням на турнірах Великого шолома було 3 коло в одиночному розряді.

## Фінали Гран-прі за кар'єру

### Одиночний розряд: 2 (0–2)
| Результат | Ранг | Рік  | Турнір                  | Покриття | Суперник         | Рахунок            |
| --------- | ---- | ---- | ----------------------- | -------- | ---------------- | ------------------ |
| Поразка   | 1.   | 1976 | Барселона, Іспанія      | Ґрунт    | Паоло Бертолуччі | 1–6, 6–3, 1–6, 6–7 |
| Поразка   | 2.   | 1976 | Пальма (місто), Іспанія | Ґрунт    | Бастер Моттрам   | 5–7, 3–6, 3–6      |